# Полігенетичні поверхні вирівнювання
Полігенетичні поверхні вирівнювання (рос. полигенетические поверхности выравнивания, англ. polygenetic planed surfaces; нім. polygenetische Ausrichtungsflächen f pl) — морфологічно єдині поверхні, утворені в різних своїх частинах різними екзогенними процесами (г.ч. процесами денудації та акумуляції). Перенесення продуктів руйнування із областей денудаційного вирівнювання в пониження рельєфу, де утворюються акумулятивні поверхні, обумовлює парагенетичний зв'язок між окремими частинами різногенезисної поверхні вирівнювання. Розташовуються поблизу рівня моря (загального базису денудації), охоплюючи суходіл та прилеглий шельф, і включають денудаційні (ерозійні) рівнини (пенеплени, педиплени), озерно-алювіальні та абразійно-акумулятивні морські рівнини.